# Partia Wolności (Albania)
Partia Wolności (alb. Partia e Lirisë, PL), w latach 2004–2022 Socjalistyczny Ruch Integracji (alb. Lëvizja Socialiste për Integrim, LSI) – albańska centrolewicowa partia polityczna o profilu socjaldemokratycznym i proeuropejskim, powstała w 2004 roku w wyniku rozłamu w Socjalistycznej Partii Albanii.

## Historia
Partia powstała dnia 6 września 2004 roku w wyniku rozłamu w Socjalistycznej Partii Albanii; liderem nowego ugrupowania został Ilir Meta, który opuścił Partię Socjalistyczną.
W czerwcu 2009 Socjalistyczny Ruch Integracji sprzymierzył się z centroprawicową Demokratyczną Partią Albanii, tworząc po wyborach parlamentarnych koalicję rządzącą.
We wrześniu 2010 Ilir Meta, deputowany do Zgromadzenia Albanii z ramienia LSI, ówczesny wicepremier Albanii i jednocześnie minister spraw zagranicznych przeszedł na funkcję ministra handlu, gospodarki i energii; stanowisko szefa Ministerstwa Spraw Zagranicznych przejął po nim inny parlamentarzysta z ramienia LSI, Edmond Haxhinasto.
W 2021 roku przewodnicząca partii Monika Kryemadhi ogłosiła możliwość ponownego utworzenia koalicji z Demokratyczną Partią Albanii w przypadku niezdobycia większości parlamentarnej w wyborach parlamentarnych przez Socjalistyczną Partię Albanii.
Dnia 25 lipca 2022 roku odbył się kongres partyjny, podczas którego postanowiono zmienić nazwę partii z Socjalistycznego Ruchu Integracji na Partię Wolności.

## Poparcie
| Wybory | Poparcie | Mandaty | Przypisy           |
| ------ | -------- | ------- | ------------------ |
| 2005   | 7,7%     | 5       | [ 4 ]              |
| 2009   | 4,85%    | 4       | [ 4 ] [ 7 ] [ 11 ] |
| 2013   | b.d.     | 4       | [ 4 ]              |
| 2017   | 14,3%    | 19      | [ 2 ]              |
| 2021   | 6,8%     | 4       | [ 2 ]              |

## Przewodniczący partii
| Lp. | Zdjęcie | Imię i nazwisko  | Okres sprawowania | Okres sprawowania | Przypisy                    |
| Lp. | Zdjęcie | Imię i nazwisko  | od                | do                | Przypisy                    |
| --- | ------- | ---------------- | ----------------- | ----------------- | --------------------------- |
| 1   |         | Ilir Meta        | 6 września 2004   | 5 maja 2017       | [ 4 ] [ 3 ] [ 12 ] [ 13 ]   |
| 2   |         | Petrit Vasili    | 5 maja 2017       | 5 lipca 2017      | [ 14 ] [ 12 ] [ 13 ]        |
| 3   |         | Monika Kryemadhi | 5 lipca 2017      | 25 lipca 2022     | [ 15 ] [ 12 ] [ 13 ] [ 10 ] |
| (1) |         | Ilir Meta        | 25 lipca 2022     | nadal             | [ 10 ]                      |